# Sturminster Newton
Sturminster Newton, a menudo llamada Stur por los locales, es un pueblo en el área de Blackmore Vale, en el condado de Dorset (Inglaterra). Se encuentra en el distrito de gobierno local y circunscripción electoral de North Dorset. Es conocida por ser la localidad natal del poeta y autor William Barnes, así como un lugar en donde el célebre escritor Thomas Hardy pasó parte de su vida. En 2001, contaba con una población de 3.105 habitantes, de los cuales el 30,93% estaba jubilado. Tiene 43 negocios, una escuela primaria y una secundaria; los edificios de ambas instituciones educativas necesitan ampliaciones para ponerse a la altura del rápido crecimiento demográfico de Sturminster y de las villas aledañas. Forma parte del circuito histórico del West Country Carnival. Su mercado ganadero, que alguna vez fue uno de los más importantes de su rubro en Inglaterra, cerró en 1998 y sus terrenos están siendo aprovechados en la construcción de casas y de comercios minoristas.
Sturminster Newton se localiza sobre una cresta de piedra caliza de baja altitud, en un meandro del río Stour, y constituye el centro de una gran región productora de leche, la cual es de fundamental importancia en la economía del pueblo. La parte principal del mismo, incluyendo la mayoría de los negocios y servicios, se haya emplazado al norte del río, pero al sur se extienden Newton y Broad Oak, áreas separadas por un amplio terreno inundable. Es famoso por su molino hidráulico y puente, en el cual existe aún en la actualidad un antiguo cartel que advertía a potenciales vándalos que provocar daños a dicha estructura era penado con el transporte penal.

## Historia
Sturminster se ubica junto a un vado histórico del río Stour, que fue reemplazado en el siglo XVI por un puente de piedra de seis arcos y un terraplén de un cuarto de kilómetro que cruza los terrenos inundables. En 1820, el puente de unos 3,5 m de ancho fue ampliado para pasar a tener alrededor de 5,5 m. En la orilla meridional, existe un molino hidráulico, que fue restaurado en 1980 para ser convertido en un museo. Erigiéndose sobre una colina cerca del puente están las ruinas del Castillo de Sturminster Newton, que era más una casa señorial que un edificio defensivo. La construcción del siglo XIV descansa sobre un montículo que bien podría ser el lugar de un castro de la edad de hierro. El pueblo y el castillo fueron alguna vez parte de la hundred (pequeña unidad administrativa) de Sturminster Newton.
Fue registrada como Nywetone at Stoure por los sajones en el año 968 y como Newentone en el Domesday Book. “Newton” se refiere a una nueva granja o finca y “Sturminster” a una iglesia (o minster) sobre el río Stour. Originalmente los dos nombres eran utilizados para designar los asentamientos al sur y al norte del Stour respectivamente, pero fueron combinados para distinguirlos de Sturminster Marshall y otras localidades llamadas Newton. El pueblo se encuentra en el área en donde Thomas Hardy ubicó su Vale of little dairies (“Valle de las vaquerías pequeñas”), y ostentó el mercado ganadero más grande del Reino Unido, localizado cerca del centro, hasta que cerró y fue demolido en 1998.

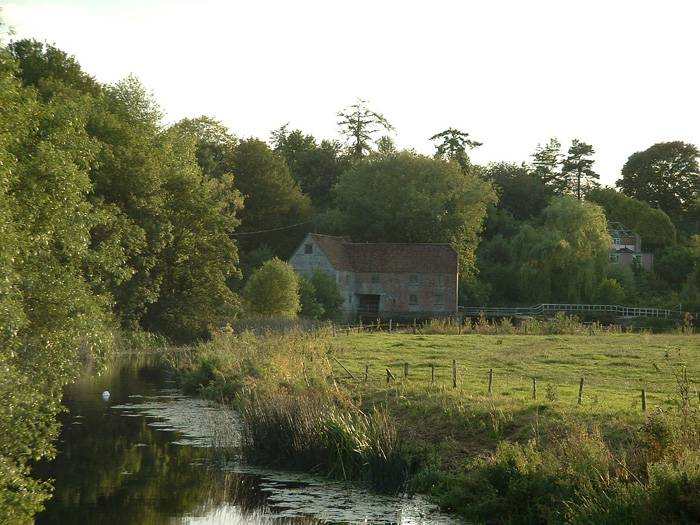
Molino hidráulico de Sturminster Newton en una tarde de julio.

El centro presenta una combinación de estilo arquitectónicos, incluyendo casas con techo de paja de los siglo XVII y XVIII, edificios georgianos de piedra y construcciones de ladrillo del siglo XIX. La parroquia fue reconstruida en 1486 por los abades de Glastonbury y considerablemente modificada en el siglo XIX. Desde 1863 a 1966, el Somerset and Dorset Joint Railway prestaba servicios a Sturminster hasta que fue desmantelado en ese último año. La estación fue demolida a mediados de la década de 1970.

### Fotografías
- (en inglés) Images of Dorset's page on Sturminster
- (en inglés) FreeFoto.com's Sturminster gallery
- (en inglés) The river, church and town centre

- Datos: Q693064
- Multimedia: Sturminster Newton / Q693064